# Tezuka Prijs
De Tezuka Prijs (手塚賞, Tezuka Shō) (niet te verwarren met de Tezuka Osamu Cultuurprijs (手塚治虫文化賞 Tezuka Osamu Bunkasho)) was een tweejaarlijkse manga prijs uitgedeeld door de Japanse uitgeverij Shueisha. Deze werd sinds 1971 georganiseerd door het magazine Weekly Shonen Jump. Prijzen werden uitgedeeld aan mangaka van verhalende manga. De  Akatsuka Prijs is diens tegenhanger voor komische manga. De prijs werd vernoemd naar mangapionier Osamu Tezuka en dient om nieuwe kunstenaars te motiveren. De winnaar verdient 2 miljoen Japanse yen. De winnaar op de tweede plaats ontvangt 1 miljoen yen. De derde plaats verdient een half miljoen yen. Deze geldprijzen worden niet altijd uitgedeeld: sommige zijn de juryleden van oordeel dat niemand de prijs waardig is.
Doorgaans waren de meeste winnaars twintigers, al zijn er reeds twee winnaars geweest die ouder van 90 jaar waren.

## Selectiecomité

### Comitévoorzitters
- Osamu Tezuka (1971-1988)
- Fujio Akatsuka (1989-2008). Vanwege zijn gezondheidsproblemen was deze titel slechts een formaliteit tijdens de jaren voor zijn door op 2 augustus 2008. In zijn afwezigheid nam Akira Toriyama zijn taken over.

### Bekende juryleden
- Akira Toriyama
- Nobuhiro Watsuki
- Eiichiro Oda
- Kazuki Takahashi
- Masanori Morita
- Masashi Kishimoto
- Hiroyuki Asada
- Takehiko Inoue
- Tezuka Productions

## Bekende winnaars
- Yoshihiro Takahashi
- Buichi Terasawa　(1977, voor Daichi yo Aoku Nare)
- Masakazu Katsura (1980, voor Tsubasa en 1981, voor Tenkousei wa Hensousei!?)
- Masanori Morita
- Yoshihiro Togashi (1986, voor Buttobi Straight)
- Nobuhiro Watsuki (1987, voor Teacher Pon)
- Takehiko Inoue (1988, voor Kaede Purple)
- Hiroyuki Takei
- Eiichiro Oda (1992, voor Wanted)
- Naoki Urasawa (1999, voor Monster)
- Yuuziro Sakamoto (2003, voor King or Cures)